# Włosienica (województwo pomorskie)
Włosienica (niem. Wloschnitz) – wieś kociewska w Polsce położona w województwie pomorskim, w powiecie tczewskim, w gminie Gniew przy drodze wojewódzkiej nr 377. Wieś wchodzi w skład sołectwa Pieniążkowo.
W latach 1975–1998 miejscowość należała administracyjnie do województwa gdańskiego.
W 1942 roku podczas okupacji niemiecka administracja nazistowska zastąpiła ukształtowaną historycznie nazwę Wloschnitz formą Lossnitz.

## Urodzeni w Włosienicy
- Aleksander Kamiński – polski ziemianin, polityk i działacz społeczny związany z Pomorzem, Warmią i Mazurami, poseł na Sejm w II RP, ofiara KL Dachau[3].